# Škofija Kingston, Ontario
Škofija Kingston je bivša rimskokatoliška škofija s sedežem v Kingstonu (Kanada).

## Škofje
- Alexander MacDonell (27. januar 1826-14. januar 1840)
- Rémi Gaulin (14. januar 1840-8. maj 1857)
- Patrick Phelan (8. maj 1857-7. junij 1857)
- Edward John Horan (8. januar 1858-16. junij 1874)
- John O'Brien (12. februar 1875-1. avgust 1879)
- James Vincent Cleary (1. oktober 1880-28. december 1889)